# Saint-Brandan
Saint-Brandan è un comune francese di 2 398 abitanti situato nel dipartimento delle Côtes-d'Armor nella regione della Bretagna.
Il nome della località è attestato come Saint Bedan nel 1459, 1508, 1535, 1543, 1598 e nel 1662, Sainct Brandan nel 1543, 1569 e nel 1599.
Si ritiene che San Brandan fosse un santo irlandese del V o VI secolo, abate del monastero di Clonfert in Irlanda. 

## Società

### Evoluzione demografica
Abitanti censiti